# Tango (comuna)
Tango fue una de las comunas que integró el antiguo departamento de Santiago, en la provincia de Santiago.
En 1920, de acuerdo al censo de ese año, la comuna tenía una población de 6496 habitantes. Su territorio fue organizado por Decreto con Fuerza de Ley N.º 8.583 del 30 de diciembre de 1927, a partir del territorio de la subdelegación 7.° Calera de Tango y 8.° Tango.

## Historia
La comuna fue creada por Decreto con Fuerza de Ley N.º 8.583 del 30 de diciembre de 1927, con el territorio de la subdelegación 7.° Calera de Tango y 8.° Tango.
La comuna fue suprimida mediante Decreto N.º 2.996 del 31 de mayo de 1929, repartiéndose su territorio entre las comunas de Peñaflor, Talagante y San Bernardo. El territorio sería restablecido en este rango el 11 de enero de 1937, con la ley N.º 5.987 que crea la comuna de Calera de Tango y el departamento de San Bernardo.